# Peter Agricola
Peter Agricola (* 29. Juni 1525 in Holzheim (bei Neu-Ulm); † 5. Juli 1585 bei Reinsacker (Randersacker)) war Schüler Martin Luthers und Philipp Melanchthons, Pädagoge, Staatsmann und Humanist der Renaissance.

## Überblick
Als Präzeptor war er zuerst Erzieher des Sohnes des Herzogs Friedrich III. von Liegnitz und später der Söhne des Herzogs Wolfgang von Pfalz-Zweibrücken am Pfalz-Neuburgischen Hof. Er war Schulrektor an der Lateinschule in Ulm und des Gymnasium illustre in Lauingen (dem späteren Albertus-Gymnasium Lauingen). Obwohl er evangelisch-lutherischer Pfarrer hatte werden wollen, trat er in den Dienst der Pfalzgrafen Wolfgang von Zweibrücken und seiner Söhne, die ihn auf diplomatische Missionen schickten. Agricola wurde fürstlicher Geheimer Rat und reformierte die neuburgischen Schulen. Außerdem war er an den Angelegenheiten der Fürstentümer des Heiligen Römischen Reiches beteiligt. Peter Agricola war ein überdurchschnittlich gebildeter Mann und galt als geschickter Unterhändler. Seine Unparteilichkeit wurde gerühmt. Er galt als ausgezeichneter Administrator. Gleichzeitig focht er in seinen Schreiben für ein humanes Miteinander der Menschen.

## Familie
Die Familie Peter Agricolas stammte aus der Gegend von Ulm. Sein Vater Magnus Agricola aus Steinheim war Gastwirt und Richter zu Holzheim und ehemaliger Student zu Ingolstadt. Der Vater wollte ursprünglich in das Kloster Elchingen eintreten und hatte in Rom bei einem Kardinal und Anhänger des Benediktiner-Ordens, Jean de Bilheres de Lagraulas, gewohnt. Durch den Nepotismus am Heiligen Stuhl durch Papst Alexander VI. und wegen des Kriegsverhaltens des späteren Papstes Julius II. nahm er jedoch an den Italienischen Kriegen teil. Magnus Agricola kämpfte in den Jahren von 1494 bis 1497 unter König Karl VIII. von Frankreich, bevor er in die Heimat zurückkehrte und sich in Holzheim niederließ. Er starb am 30. April 1531. Aus seiner zweiten Ehe mit Apollonia († 20. September 1560) stammte der im Jahr des Bauernkrieges 1525 geborene Sohn Peter Agricola.
1575 ging der fünfzigjährige Peter Agricola die Ehe ein mit Diana Clelius, Witwe des Astronomen, Mathematikers und Astrologen Cyprian von Leowitz, Hoflehrer zu Neuburg und Leiter des Gymnasiums illustre zu Lauingen. Sie starb am 24. November 1581 im Alter von 47 Jahren und diese Ehe blieb kinderlos. Agricolas Neffe war der Magister Magnus Agricola, Theologe und Superintendent in Neuburg, den er auch förderte.

## Leben und Wirken
Peter Agricola besuchte die Lateinschule in Ulm, wo er auch als Hauslehrer wirkte. Er immatrikulierte am 12. März 1543 als Peter Agricola, von Holzheim an der Ruprecht-Karls-Universität Heidelberg, studierte und erhielt am 18. Juni 1544 den Bakkalaureus. Er wirkte in Wittenberg und wurde dort im September 1544 als Petrus Agricola Ulmensis und noch einmal im Jahr 1548 immatrikuliert, woraufhin er am 3. Mai 1549 den Magister erhielt. In Wittenberg hatte er Martin Luther und Philipp Melanchthon als Lehrer.
Als Schüler Philipp Melanchthons wurde er am 20. April 1550 Lehr- und Zuchtmeister von Heinrich XI., Sohn von Herzog Friedrich III. von Liegnitz und blieb dort sieben Jahre.
Von 1557 bis 1559 fungierte er als Rektor der Lateinschule in Ulm und war dort Mitautor der Schuldordnung des Ludwig Rabus.
Im Jahr 1559 ging er zum Reichstag nach Augsburg, um Herzog Heinrich XI., seinen ehemaligen Schüler, zu beraten, der sich in einer schwierigen Situation gegenüber Kaiser Ferdinand I. befand. Peter Agricola lehnte ein weiteres Angebot als Berater dieses Fürsten ab, obwohl der kaiserliche Berater Warnsdorf ihm dringend dazu riet. Auch ein Angebot des Gräzisten Hieronymus Wolf, am Gymnasium bei St. Anna in Augsburg Mitglied oder Leiter der Fakultät zu werden, lehnte er ab.
Stattdessen wurde er, dank seines Freundes Ulrich Sitzinger, mit dem er in Wittenberg studiert hatte, Rektor der neu gegründeten Fürstlichen Schule zu Lauingen.
Am 30. April 1561 wurde Peter Agricola, ebenfalls auf Ulrich Sitzingers Empfehlung hin, Hofmeister (Prinzenerzieher) in Neuburg an der Donau.
Die ältesten Söhne des Fürsten Wolfgang von Pfalz-Zweibrücken, Philipp Ludwig und Johann, wurden vorher vom Hofmeister Konrad Marius unterrichtet. „Als aber dieser wegen seiner Hinneigung zu Calvins Lehre entfernt ward, wurde die Bildung de[r] jungen wissbegierigen Prinzen, besonders de[r]en eifrige Unterweisung in Luthers Lehre an Peter Agricola übertragen“.
In der Bestallungsurkunde heißt es, Agricola solle insbesondere den Prinzen Philipp Ludwig zur „Übung in lateinischer und französischer Sprache“ anhalten.
Bis 1569 schickte Wolfgang von Pfalz-Zweibrücken die Brüder mit dem Hofmeister zu den Studien nach Lauingen.
Der Straßburger Rektor Johannes Sturm wohnte einem öffentlichen Examen bei, das im Dezember 1564 in Neuburg von Peter Agricola mit den Prinzen abgehalten wurde und rühmte ihre Kenntnisse.
In der Allgemeinen Enzyklopädie der Wissenschaften und Künste steht dazu: „[…] der Leitung und dem Unterrichte […] dem berühmten Peter Agricola zur ferneren Ausbildung übergeben, wurde Herzog Johann ein hochgelehrter Herr, der lateinischen, griechischen und französischen Sprache mächtig, in der Arithmetik, Logik und Rhetorik wohl geübt.“
Sturm lernte Agricola kennen und empfahl ihn den heimischen Scholarchen für eine Berufung nach Straßburg. Dazu kam es jedoch nicht.
Nach seiner Regierungsübernahme 1569 ernannte Herzog Philipp Ludwig Agricola zum Geheimen Rat von Neuburg.
1583 wurde er auch Titularrat von Zweibrücken.
Als Staatsminister unternahm er viele Reisen im Heiligen Römischen Reich und dank seiner Berühmtheit erhielt er Geld von deutschen Fürsten als Unterstützung für die Theologen der Reformation.
Er riet seinen Fürsten, die Bibliothek des verstorbenen Hieronymus Wolf für die Schule zu erwerben, was auch gelang, und hatte regelmäßigen Briefwechsel mit David Chyträus, einem Studienfreund aus der Zeit an der Universität in Wittenberg. 1585 bat ihn der Fürst, mit ihm zusammen nach Düsseldorf zu reisen, um dort an der Hochzeit des Herzogs Johann Wilhelm von Jülich-Kleve-Berg mit Jakobe von Baden-Baden teilzunehmen. Peter Agricola verstarb auf der Rückreise nach dem Aufbruch von Würzburg bei hochsommerlicher Hitze plötzlich an einem Schlagfluss auf der Straße bei Reinsacker (Randersacker). Sein Leichnam wurde nach Ochsenfurt gebracht und am folgenden Tag in Anwesenheit des Herzogs von Neuburg in der Hauptkirche der Stadt Uffenheim beigesetzt.